# 秋乃茉莉
秋乃 茉莉（あきの まつり、7月7日 - ）は、日本の漫画家。東京都三鷹市出身、神奈川県横浜市在住。血液型はA型。

## 概要
デビューは本人も忘れてしまったとのことで、単行本を見ても書かれていない。1985年まで「香川かおり」名義で『LaLa』（白泉社）等に作品を発表。作品に「霊感商法株式会社」や「Petshop of Horrors」など。
伏線を多く用い、最後にどんでん返しになる手法が定番となっている。ファンタジー・ミステリー系の作品が多い。また、花を描くのが上手く、丸めたティッシュペーパーも秋乃の手にかかれば見事な花に変身させられる。自画像は河童におだんご頭。

## 作品リスト
（ ）内は単行本発行日。
- 霊感商法株式会社（1990年7月 - 1996年11 、主婦と生活社 / 宙出版）全15巻
- Petshop of Horrors（1995年2月 - 1998年8月、主婦と生活社）全10巻
  - 新 Petshop of Horrors（2005年1月30日 - 2013年2月7日、朝日新聞社）全12巻
  - Petshop of Horrors パサージュ編（2013年3月23日 - 2017年6月24日、夢幻燈）全5巻
  - Petshop of Horrors　漂泊の箱舟編（2018年 - 、夢幻燈）
- ヨコハマ異邦人(エイリアン)（1995年2月 - 1996年5月、角川書店）全2巻
- お気に召すまま（1997年5月 - 1998年2月 、角川書店）全3巻
- 仮面探偵（1999年1月 - 2000年5月 、秋田書店）全4巻
  - 新仮面探偵（2001年6月1日、秋田書店）
- 風よ、万里を翔けよ-花木蘭物語（原作：田中芳樹、1999年7月、角川書店）
- 幻獣の星座（2000年10月12日 - 2007年8月28日、秋田書店）全14巻
  - 幻獣の星座 龍王伝（2014年8月20日、イースト・プレス）
  - 幻獣の星座〜ダラシャール編〜（2014年12月16日 - 2015年9月16日、秋田書店）全3巻
  - 幻獣の星座〜星獣編〜（2016年4月15日 - 、秋田書店）1-5巻
- 賢者の石（ぶんか社）1-16巻

1. 柘榴(グラナシス)の迷宮（2000年12月7日）
2. 薔薇よりも赤く雪よりも白く（2002年4月17日）
3. ゴシックアナトミア（2003年1月17日）
4. オフィウクスの系譜（2004年7月17日）
5. 千の夜の旅人（2006年9月19日）
6. 楽園の疵（2007年8月9日）
7. 沈黙の島（2008年1月17日）
8. 水上の迷路(ヴェネチアン・ロスト)（2008年8月18日）
9. デス・ストーカー（2009年2月17日）
10. 聖地(エルサルム)1187（2009年11月17日）
11. 黒鷲の系譜（2010年3月17日）
12. 堕天使の城（2013年7月1日）
13. 二十三夜（2014年3月1日）
14. 赤い聖杯（2017年1月17日）
15. 冥府の柘榴（2017年7月15日）
16. 天空の城（2018年7月17日）

- 終幕のない殺人（原作：内田康夫、2003年3月20日、秋田書店）
- バンパイアアンソロジー 甘美なる儀式編（2004年1月20日、学研研究社）
- 二千年めのプロポーズ（原作：ダーリーン・スカレーラ、2004年5月14日、宙出版）
- 夜の過客（2004年6月28日 - 2005年8月27日、学研研究社）全2巻
- 三国志アンソロジー 武将乱舞（2004年6月28日、双葉社）
- 幻想書簡・架（2004年7月28日、学研研究社）
- 幻想書簡・戒（2005年1月28日、学研研究社）
- ブラック・ジャックM（2005年12月9日、秋田書店）
- 暗闇のファンタジー（原作：マギー・シェイン、2006年1月14日、宙出版）全2巻
- 倚天の翼（2007年4月25日 - 2009年5月、集英社、ホーム社）全2巻
- 怪盗アレキサンドライト（2007年8月9日 - 2011年8月16日、ぶんか社）全8巻
- 千尋に咲く花（2008年5月31日 - 2009年5月25日、祥伝社）全2巻
- 華佗風来伝（2010年6月8日 - 2011年4月8日、祥伝社）全2巻
- 晴れ、ときどき雷神（2010年10月30日 - 2012年6月15日、ボニータコミックス）全3巻
- 傀儡華遊戯〜チャイニーズ・コッペリア〜（2012年3月17日 - 2014年5月17日、ぶんか社）全5巻
- 冥黒の奏音（2012年6月8日 -2014年6月7日、祥伝社）全3巻
- 月明らかに星稀なり（2012年9月25日、ホーム社）
- カラフル・クロウ（2013年3月15日 - 2014年7月16日、秋田書店）全3巻
- ワトソンの陰謀〜シャーロック・ホームズ異聞〜（2015年3月17日 - 2016年4月16日、ぶんか社）全3巻
- 買われた貴婦人（原作：シルヴィー・カーツ、2022年9月11日[1]、ハーレクイン）全1巻

## イラスト集
- Petshop of Horrors 幻華宵月 秋乃茉莉イラスト集（朝日ソノラマ、2006年9月30日第1刷発行） ISBN 4-257-03736-9